# Gunter A. Pilz

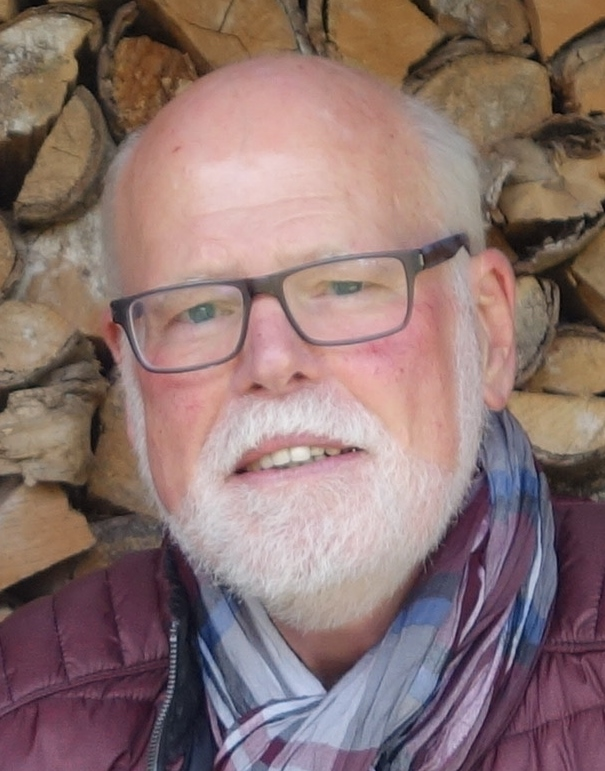
Gunter A. Pilz (2017)

Gunter A. Pilz (* 5. Dezember 1944 in Baden-Baden) ist ein deutscher Soziologe mit dem Schwerpunkt Sportsoziologie.

## Leben
Pilz studierte in Freiburg, München und Zürich zunächst Soziologie, Psychologie sowie Volkswirtschaftslehre und war dann als wissenschaftlicher Mitarbeiter am Forschungsinstitut der Eidgenössischen Turn- und Sportschule Magglingen tätig. Seit 1975 arbeitet er mit den Schwerpunkten Sport und Gewalt, Fußball-Fankultur, Rechtsextremismus im Sport sowie Bewegte Schule am Institut für Sportwissenschaft der Universität Hannover.
Er ist seit dem 31. März 2010 pensioniert und war nochmals von Mai 2012 bis Oktober 2015 am Institut für Sportwissenschaft der Leibniz Universität Hannover Leiter der Kompetenzgruppe Fankulturen und Sport bezogene Soziale Arbeit (KoFaS) und ist seit September 2015 fachlicher Berater der KoFaS gGmbH.
Gunter A. Pilz ist Vorsitzender des Netzwerks „Sport & Politik für Fairness, Respekt und Menschenwürde“ (vormals „Netzwerk Sport und Politik verein(t) gegen Rechtsextremismus“), das 2011 gegründet wurde.
„Der Kampf gegen Rechtsextremismus und Diskriminierung und für eine weltoffene, demokratische Gesellschaft kann nur erfolgreich sein, wenn sich alle relevanten Akteure von Sport, Gesellschaft und Politik zusammentun. Auf Grund dieser Erkenntnis wurde 2011 die Kampagne SPORT + POLITIK verein(t) gegen Rechtsextremismus ins Leben gerufen. Dies hat das Netzwerk Sport & Politik für Fairness, Respekt und Menschenwürde mit seinem im Juni 2018 verabschiedeten Selbstverständnis nochmals bekräftigt.“ (Prof. Dr. Gunter A. Pilz, 2019).
2008 wurde Pilz eine Honorarprofessur an der Hochschule Hannover verliehen.
Er ist Mitglied der Deutschen Akademie für Fußball-Kultur.
Pilz wohnt in Nienhagen (Landkreis Celle), ist verheiratet und hat vier Kinder.

## Ehrungen
Am 19. Juli 2012 wurde Pilz die goldene Ehrenspange des Niedersächsischen Fußball-Verbandes für „hervorragende Verdienste um die Förderung des Fußballsports und in Anerkennung unermüdlichen Eintretens für seine Ziele“ verliehen.
Am 6. September 2012 erhielt Pilz den Ethik-Preis des Deutschen Olympischen Sportbundes für herausragende Verdienste in den Bereichen Fair Play und Gewaltprävention sowie aufgrund langjährigen Engagements gegen Rechtsextremismus.
Am 10. März 2015 Übergabe der Festschrift „Für Respekt im Sport! – Gunter A. Pilz zwischen Graugänsen, Streithähnen und Zaunkönigen“, erschienen als Band 3 der KoFaS-Reihe im Arete Verlag Hildesheim
Am 20. April 2017 Verleihung der Silbernen Ehrennadel des Deutschen Fußball-Bundes in Würdigung der Verdienste um den deutschen Fußballsport
Am 14. August 2017 Verleihung des Bundesverdienstkreuzes am Bande
Am 29. März 2022 Verleihung der Goldenen Ehrennadel der Deutschen Vereinigung für Sportwissenschaft
Am 13. Mai 2023 Aufnahme in das Ehrenportal des niedersächsischen/bremischen Sports in Anerkennung und Würdigung für sein Engagement in der Sportwissenschaft und in der Gewaltprävention.
Daneben ist er Ehrenmitglied des Fördervereins der Big Band Celle e. V. und Ehrenvorsitzender der Neuen Jazzinitiative Celle e. V.
Ehrenamtliche Tätigkeiten:
Von 1996 bis 2016 war er Vorsitzender der Neuen Jazzinitiative Celle e. V. Er ist Mitglied im Kuratorium der Stiftung St. Laurentius Nienhagen und Schirmherr der Foto-Wanderausstellung gegen Rechtsextremismus „Sei eine Stimme“ der Aktion Liebe Deinen Nächsten e. V.

## Werk
Pilz hat sich vor allem als Gewalt- und Konfliktforscher in den Bereichen Sport und Gesellschaft einen Namen gemacht. Seine Arbeiten setzen sich mit Themen wie Fankultur, Fair Play, Rechtsextremismus im Fußball und Sozialarbeit auseinander. Er hat mehrere Gutachten für das Bundesministerium des Innern erstellt, gehörte 1985 zu den Initiatoren des Fußball-Fan-Projektes Hannover, welches er bis 2011 wissenschaftlich begleitete und saß in der Expertenkommission Ethics and Fair Play der UEFA.
Er ist Beauftragter des Deutschen Fußball-Bundes für Gesellschaftliche Verantwortung, leitet dort die AG Fair Play und Gewaltprävention, ist Vorsitzender des Netzwerks Sport und Politik für Fairness, Respekt und Menschenwürde, Vorsitzender der AG Qualitätssicherung der Fanprojekte nach dem Nationalen Konzept Sport und Sicherheit (NKSS), der Arbeitsgruppe der Daniel Nivel Stiftung und ist Mitglied der DFB-Kommissionen Prävention & Sicherheit & Fußballkultur und Gesellschaftliche Verantwortung, des Expertengremiums DFB-Integrationspreis, der AG „Vielfalt“ des DFB, der Projektgruppe Verbandsangebote bei Gewalt-, Diskriminierungs- und Extremismus-Vorfällen des DFB und der AG Sport mit Courage des DOSB sowie berufenes Mitglied der Deutschen Akademie für Fußball-Kultur. Er ist Vorsitzender des Netzwerks „Sport & Politik für Fairness, Respekt und Menschenwürde“.

## Schriften (Auswahl)
- Der Mensch und die Graugans – eine Kritik an Konrad Lorenz (zusammen mit Hugo Mösch) 1975, Frankfurt (Umschau), ISBN 3-524-00644-2.
- Aggression und Konflikt im Sport.Standortbestimmung der Aggressions- und Konfliktforschung im Sport und Diskussion aus erziehungswissenschaftlicher Sicht. (zusammen mit Andreas H. Trebels) Hamburg (Czwalina) 1976, ISBN 3-88020-043-2.
- Wandlungen der Gewalt im Sport. Eine entwicklungssoziologische Analyse unter besonderer Berücksichtigung des Frauensports, Hamburg (Czwalina) 1982, ISBN 3-88020-087-4.
- Sport und Gewalt Schorndorf (Hofmann) 1982, ISBN 3-7780-7431-8.
- Sport und körperliche Gewalt Reinbek (Rowohlt) 1982, 2. Auflage 1986, ISBN 3-499-17603-3.
- Sport und Verein Reinbek (Rowohlt) 1986, ISBN 3-499-17627-0.
- Sei sportlich – sei fair. Von der Idee über eine Initiative auf dem Weg zur Praxis (zusammen mit Uwe Müller) Schorndorf (Hofmann) 1987, ISBN 3-7780-3310-7.
- Erfolg oder Fair Play? (zusammen mit Wolfgang Wewer) München (Copress) 1987, ISBN 3-7679-0277-X.
- Die Welt der Fans (zusammen mit Peter Becker) München (Copress) 1988, ISBN 3-7679-0279-6.
- Fanverhalten, Massenmedien und Gewalt im Sport (zusammen mit Ewin Hahn, H.J. Stollenwerk, und Kurt Weis) Schorndorf (Hofmann) 1988, ISBN 3-7780-8601-4.
- Das Prinzip Fairness (zusammen mit Hans Lenk) Osnabrück (Fromm) 1989, ISBN 3-7201-5222-7.
- Das Fußballfanprojekt Hannover. Ergebnisse und Perspektiven aus praktischer Arbeit und wissenschaftliche Begleitung (zusammen mit Dieter Schippert und Werner Silberstein). Münster (LIT) 1990, ISBN 3-88660-424-1.
- Jugend, Gewalt und Rechtsextremismus. Möglichkeiten und Notwendigkeiten politischen, polizeilichen, (sozial-)pädagogischen und individuellen Handelns, Münster; Hamburg: LIT, 1994, ISBN 3-8258-2002-5.
- Hannoverscher Sportverein von 1896 – Die Macht an der Leine. (zusammen mit Lorenz Peiffer) Hannover (Schlütersche Verlagsanstalt) 1996, ISBN 3-87706-475-2.
- Aufsuchende, akzeptierende, abenteuer- und bewegungsorientierte, subjektbezogene Sozialarbeit mit rechten, gewaltbereiten jungen Menschen: Aufbruch aus einer Kontroverse.(zusammen mit Friedrich-Wilhelm Deiters) Münster (LIT) 1998, ISBN 3-8258-3468-9.
- Wahrnehmen – Bewegen – Verändern. Beiträge zur Theorie und Praxis sport-, körper- und bewegungsbezogener sozialer Arbeit. (zusammen mit Henning Böhmer) Hannover (Blumhardt) 2002 Band 12 der Schriftenreihe der Evangelischen Fachhochschule Hannover, ISBN 978-3-932011-39-9.
- Das Wunder aus Hannover – Hannover 96: 50 Jahre Deutscher Fußballmeister. (zusammen mit Lorenz Peiffer) Hannover (NORDmedia) 2004
- Wandlungen des Zuschauerverhaltens im Profifußball, Schorndorf (Hofmann) 2006, ISBN 978-3-7780-0914-7.
- Rechtsextremismus im Sport: in Deutschland und im internationalen Vergleich, Köln (Sportverlag. Strauß) 2009, ISBN 978-3-86884-506-8.
- Sport, Fairplay und Gewalt. Beiträge zu Jugendarbeit und Prävention im Sport, Hildesheim (Arete) 2013, ISBN 978-3-942468-13-8.